# Montrichard
Montrichard és un antic municipi francès situat al departament del Loir i Cher i la regió del Centre - Vall del Loira. L'1 de gener del 2016 es fusionà amb Bourré per formar el municipi nou de Montrichard Val de Cher.